# ۴۳ (پیش از میلاد)
۴۳ (پیش از میلاد) چهل و سومین سال قبل از تقویم میلادی است.

## درگذشتگان
‎